# Нижньовартовський район
Нижньова́ртовський район (рос. Нижневартовский район) — адміністративна одиниця Ханти-Мансійського автономного округу Російської Федерації.
Адміністративний центр — місто Нижньовартовськ, яке не входить до складу району.

## Населення
Населення району становить 36130 осіб (2018; 35745 у 2010, 33508 у 2002).

## Адміністративно-територіальний поділ
На території району 2 міських поселення та 6 сільських поселень:
| Поселення                                      | Площа, км² | Населення, осіб (2002) | Населення, осіб (2010) | Населення, осіб (2017) | Центр         | Населені пункти |
| ---------------------------------------------- | ---------- | ---------------------- | ---------------------- | ---------------------- | ------------- | --------------- |
| Ізлучинське міське поселення                   | -          | 15944                  | 17848                  | 20034                  | Ізлучинськ    | 2               |
| Новоаганське міське поселення                  | -          | 10329                  | 11027                  | 10190                  | Новоаганськ   | 2               |
| Аганське сільське поселення                    | -          | 525                    | 535                    | 495                    | Аган          | 1               |
| Ватинське сільське поселення                   | -          | 535                    | 526                    | 451                    | Вата          | 1               |
| Ваховське сільське поселення                   | -          | 2424                   | 2226                   | 1889                   | Ваховськ      | 4               |
| Зайцеворіченське сільське поселення            | -          | 686                    | 703                    | 569                    | Зайцева Річка | 1               |
| Лар'яцьке сільське поселення                   | -          | 2058                   | 1941                   | 1739                   | Лар'як        | 5               |
| Покурське сільське поселення                   | -          | 718                    | 688                    | 601                    | Покур         | 1               |
| Міжселенна територія Нижньовартовського району | -          | 289                    | 251                    | 183                    | -             | 4               |

## Найбільші населені пункти
| № | Населений пункт | Населення, осіб (2002) | Населення, осіб (2010) |
| - | --------------- | ---------------------- | ---------------------- |
| 1 | Ізлучинськ      | 15 505                 | 17 399                 |
| 2 | Новоаганськ     | 9 717                  | 10 343                 |
| 3 | Ваховськ        | 1 707                  | 1 560                  |